# Adil Shah Jalayir
Adil Shah Jalayir (+ 1377) fou un amir cap del tuman dels jalayirs a Transoxiana.
El 1374 va ser un dels amirs que van dirigir l'avantguarda en l'exèrcit que va envair Mogolistan. Durant una festa en la qual Tamerlà es casar amb la princesa Dilshad Agha Adil Shah Jalayir va fer un regal a Timur però per certs moviments aquest diu que va detectar que es preparava una tráició i va marxar a cavall cap a un altre campament. Efectivament Muhammad Bayan Selduz (o Muhammad Buyan Sulduz), Adil Shah Jalayir i Turkan Arlat (amir de Gurziwan o Garsiwan al Khurasan) planejaven apoderar-se de Timur durant les festes però el moviment de Timur ho va impedir. Ja s'entrava al hivern i els conjurats, que havien tornat als seus territoris, es van desplaçar a la cort. Timur ja s'havia informat del que planejaven però va fer veure que no en sabia res i va concedir diversos honors a Adil Shah.
Tamerlà el va intentar portar de nou a l'obediència (i amb ell a tots els Jalayirs) i com a senyal va fer executar a rivals potencials d'Adil Shah Jalayir. Després d'eliminar a Turkan Arlat, Tamerlà va enviar al Mogolistan a Adil Shah Jalayir, Sar Bugha, Eltxi Bugha i Khetai Bahadur (i altres amirs) amb un exèrcit de 30.000 cavallers. Sar Bugha i Adil Shah Jalayir, comandants de l'exèrcit desplaçat al Mogolistan (ja que Timur estava amb la resta de l'exèrcit que anava a Coràsmia), no van trobar cap oposició. Portaven un pla preparat per revoltar-se en el qual participaven els altres amirs Khetai Bahadur i Eltxi Bugha, tots aliats al governador d'Andijan, Hamdi; van reunir les forces dels jalayirs i quiptxaqs i van atacar Samarcanda, que van assetjar; els habitants es van defensar amb fletxes tant fortament que els assetjants van creure convenient aixecar el setge. El governador de Samarcanda, Ak Bugha havia enviat un missatger a Timur informant del que passava i Timur, que ja estava una mica més enllà de Kath, nomes saber la notícia va tornar enrere; va enviar per davant al seu fill Jahangir ibn Timur mentre ell seguia al darrere amb el gruix de l'exèrcit; Jahangir va arribar a Bukharà i va disposar les seves forces per la batalla; va esperar als enemics en retirada a un lloc anomenat Kermin i quan van arribar els dos bàndols van entrar en combat; Jahangir els va derrotar. Els vençuts es van dispersar i molts es van refugiar a l'anomenat desert de Quiptxak, territori de l'Horda Oriental (Blava o Blanca segons les fonts), on governava el tuluïda Urus Khan. Timur va nomenar al seu fill Umar Xaikh com a governador d'Andijan al lloc del traïdor Hamdi.
Sar Bugha i Adil Shah van tenir aviat un conflicte amb Urus Khan i aprofitant una absència d'aquest, van matar el seu lloctinent Urchibi i van fugir del país per anar al Mogolistan. Adil Shah i Sar Bugha van arribar al campament del kan i van començar a incitar a Kamar al-Din contra Timur. El 1376 Kamar al-Din els va escoltar, va recollir un gran exèrcit i va marxar altre cop cap a Transoxiana, que fou derrotat a Shenghezigadge. No obstant Timur no va seguir la campanya i es va retirar a causa de l'agreujament de la malaltia del seu fill Jahangir, que va morir abans de la seva tornada.
Els amirs Sar Bugha Jalayir i Adil Shah Jalayir portaven ja quasi dos anys vagant per les muntanyes de Jerahuk i veient que no tenien sortida van enviar un missatger reconeixent la seva culpa i demanant perdó. Khwaja Kukultash i Alxy Bugha els van anar a buscar per portar-los a presència de Tamerlà però quan els enviats de Timur van arribar a Otrar, Adil Shah espantat va tornar a fugir i es va refugiar a Aksuma (un castell que vigilava les planes de Kiptxak o Horda Oriental, Horda Blanca en la tradició persa), però els turcs que habitaven en aquelles planes, van saquejar totes les seves propietats. Sar Bugha Jalayir, que havia estat enemic declarat i obert de Timur, va restar i es va dirigir a la cort amb l'espasa penjada al coll en signe de submissió (així es feia habitualment). Timur el va perdonar i li va donar el comandament de l'horda de Jalayir, considerant-lo com un fidel personal seu. Sar Bugha es va comprometre a ser el guia de les forces contra els Jats (mogols). Poc després Timur va saber que Adil Shah estava a les muntanyes del nord de l' ulus i va enviar tropes a buscar-lo que el van matar a un lloc prop del castell d'Aksuma. Aquests fets devien passar avançat el 1376 o inicis del 1377.